# 須田長義
須田 長義（すだ ながよし、天正7年（1579年）- 元和元年6月1日（1615年6月26日））は、信濃国の武将で上杉氏の家臣。須田満親の子。官位は大炊頭。須田大炊介とも。

## 経歴
上杉景勝に仕え、信濃国須田城を領した。
慶長2年（1597年）兄満胤が伏見城舟入普請に充てられるが、不備があったため父満親も連座で共に改易処分となり、須田家は長義が継いだ。
慶長3年（1598年）、景勝が会津に移封されると、梁川城代となり、20,000石を与えられた。
慶長5年（1600年）の慶長出羽合戦では本庄繁長と福島口の守備を担当し、上杉領に侵攻して来た伊達政宗の軍勢を迎撃する。10月6日の戦いで福島城は伊達勢に包囲され、城方将兵三百余の死者を出していたが、長義旗下の車斯忠らの部隊は、伊達政宗が福島城を攻略中、本隊の小荷駄隊を急襲し、小荷駄奉行の宮崎旨元（内蔵助）と人足勢を大いに打ち破るという武功を挙げた（松川の戦い）。
慶長6年（1601年）、主家の出羽国米沢移封に伴い、6,666石に減封されるが、引き続き梁川城代を勤めた。
大坂冬の陣では鴫野の戦いにおいて後藤基次勢を相手に奮戦し、徳川秀忠から感状をもらったが、その時の戦傷が悪化して死去した。享年37。